# Szczyt Ziemi 2002
Światowy Szczyt Zrównoważonego Rozwoju (ang. The World Summit on Sustainable Development, WSSD), Szczyt Ziemi 2002.
Szczyt Ziemi 2002 został zorganizowany przez Organizację Narodów Zjednoczonych w Johannesburgu (RPA) w dniach od 26 sierpnia do 4 września 2002 roku, a jego głównym celem była dyskusja na temat globalnego zrównoważonego rozwoju. Szczyt zgromadził przywódców państw, przedstawicieli biznesu i organizacji pozarządowych. Przypadał w 10. rocznicę Szczytu Ziemi 1992 w Rio de Janeiro, dlatego Szczyt w Johannesburgu nazywany był także "Rio+10".
Zadaniem zgromadzonych było podsumowanie globalnych zmian, jakie zaszły w ciągu dziesięciu lat i zaproponowanie konkretnych działań służących zarówno poprawie warunków życia ludzi, jak i ochronie zasobów naturalnych na świecie. Poruszono głównie tematy związane z równomiernym podziałem korzyści z globalizacji, ograniczeniem ubóstwa z jednej strony i nadmiernej konsumpcji z drugiej, zarządzaniem zasobami międzynarodowymi oraz promocją zrównoważonych wzorców produkcji i konsumpcji. Sekretarz Generalny ONZ, Kofi Annan, zidentyfikował pięć kluczowych obszarów, w których Szczyt w Johannesburgu miał być szczególnie skuteczny: zaopatrzenie w wodę i sanitację, energia, zdrowie, rolnictwo i bioróżnorodność (Water and Sanitation, Energy, Health, Agriculture, Biodiversity).